# David Mena
David Mena (hebrejsky: דוד מנע) je izraelský politik a bývalý poslanec Knesetu za stranu Likud.

## Biografie
Narodil se 8. dubna 1954. Sloužil v izraelské armádě, kde dosáhl hodnosti seržanta (Samal). Vystudoval mezinárodní vztahy a kriminalistiku na Bar-Ilanově univerzitě, právo na Telavivské univerzitě a management sociálních služeb na Brandeis University v USA. Pracoval jako právník. Hovoří hebrejsky, anglicky a arabsky.

## Politická dráha
V letech 1984–1988 zasedal ve vedení Israel Broadcasting Authority. V letech 1978–1987 byl členem samosprávy města Ramat Gan.
V izraelském parlamentu zasedl poprvé po volbách do Knesetu v roce 1992, ve kterých kandidoval za stranu Likud. Byl členem výboru práce a sociálních věcí, výboru pro drogové závislosti a výboru House Committee. Předsedal vyšetřovací komisi k beduínskému sektoru v Izraeli. Ve volbách do Knesetu v roce 1996 mandát neobhájil.
Znovu se do Knesetu dostal až ve funkčním období po volbách do Knesetu v roce 2003. Mandátu se ale ujal jako náhradník za Omriho Šarona, jenž rezignoval, až v lednu 2006, tedy pár měsíců před volbami. Na činnosti Knesetu se pak výrazněji nepodílel. Ve volbách do Knesetu v roce 2006 opětovně mandát neobhájil.